# أندريه لامي
أندريه لامي هو منتج أفلام كندي، ولد في 19 يوليو 1932 في مونتريال في كندا، وتوفي بنفس المكان في 5 مايو 2010.

## وصلات خارجية
- أندريه لامي على موقع IMDb (الإنجليزية)
- أندريه لامي على موقع ديسكوغز (الإنجليزية)
- أندريه لامي على موقع قاعدة بيانات الفيلم (الإنجليزية)